# Grafschaft Tonnerre

Provinzen Frankreichs (1477). Die Grafschaft Tonnerre befindet sich nördlich von Burgund (in blassem Grünbraun).

Die Grafschaft Tonnerre (pagus Tornodorensis östlich von Auxerre und südlich von Troyes) entstand im 8. Jahrhundert als Lehen des Bischofs von Langres. Das Grafenhaus von Tonnerre tritt seit der Mitte des 9. Jahrhunderts auf. Durch Heirat gelangte die Grafschaft Bar-sur-Seine an die Familie, die jedoch schon zwei Generationen später ausstarb. Bar-sur-Seine ging an die Grafen von Brienne, Tonnerre an die Grafen von Nevers und Auxerre.
Tonnerre, Nevers und Auxerre blieben danach bis zur Teilung von 1273 zusammen, Tonnerre und Auxerre waren es bald wieder, blieben es, bis Johann IV. von Chalon Auxerre 1370 an Frankreich verkaufte und sich auf Tonnerre beschränkte. Als sein Enkel Ludwig II. von Chalon wegen der Entführung von Jeanne de Perellos, einer burgundischen Hofdame, in eine Auseinandersetzung mit Herzog Johann Ohnefurcht geriet und sich dann auch politisch gegen ihn stellte, konfiszierte dieser 1414 Tonnerre. Philipp der Gute übertrug die Grafschaft seinem Schwager Arthur de Richemont, dem späteren Connétable von Frankreich (Connétable de Richemont) und Herzog Arthur III. von Bretagne (1457–1458). Der Frieden von Arras gab sie aber der früheren Grafenfamilie zurück. Mittlerweile war jedoch das letzte männliche Familienmitglied gestorben, die Grafschaft wurde an die Nachkommen einer Schwester des letzten Grafen aus ihrer Ehe mit Olivier de Husson vererbt.

## Liste der Grafen von Tonnerre

### Erste Grafen von Tonnerre
- um 853 genannt Milo I.
- um 880 genannt Milo II. Sohn
- 930–970 Guido I. Sohn
- 970–985 Milo III. Sohn
- 985–1000 Milo IV. Sohn
- 1000–1039 Rainald I. Sohn (als Rainald II., Graf von Bar-sur-Seine)
- 1039–1040 Guido II. Bruder

### Haus Monceaux
- 1040–1083: Wilhelm I. (* 1029; † 1098), Graf von Auxerre und Nevers, Sohn Rainalds I. ⚭ 1045 Ermengarde von Tonnerre
- bis nach 1099: Wilhelm († nach 1099), Graf von Tonnerre, Sohn Wilhelms I.
- 1097–1146: Wilhelm II. (* um 1083; † 1147), Graf von Auxerre, Tonnerre und Nevers, Enkel von Wilhelm I., ⚭ Adelheid
- 1146–1148: Rainald (X 1148), Graf von Tonnerre, Sohn Wilhelms II.
- 1148–1161: Wilhelm III. (* um 1110; † 1161), Graf von Auxerre, Tonnerre und Nevers, Sohn Wilhelms II. ⚭ Ida von Sponheim
- 1161–1168: Wilhelm IV. († 1168), Graf von Auxerre, Tonnerre und Nevers, Sohn Wilhelms III., ⚭ Eleonore von Vermandois
- 1168–1175: Guido († 1175), Graf von Auxerre, Tonnerre und Nevers, Bruder Wilhelms IV. ⚭ Mahaut von Burgund
- 1176–1181: Wilhelm V. († 1181), Graf von Auxerre, Tonnerre und Nevers, Sohn Guidos
- 1181–1192: Agnes I. († 1192), Gräfin von Auxerre, Tonnerre und Nevers, Tochter Guidos, ⚭ Peter II. von Courtenay († 1219)  (siehe nächsten Abschnitt)

### Haus Frankreich-Courtenayu.a.
- 1192–1257: Mathilde von Courtenay,[1] deren Tochter († 1257) ⚭ 1199 Hervé IV. de Donzy
  - Peter von Courtenay († 1219), 1183 Herr von Courtenay, Montargis, 1184–1192 Graf von Nevers, 1199 Graf von Auxerre und Tonnerre, 1213 Markgraf von Namur, 1216 Kaiser von Konstantinopel, ⚭ 1184 Agnes I. von Nevers, Vater von Mathilde
  - Hervé IV. de Donzy († 1223), vielleicht geschieden 1213
  - Agnes II. von Donzy († 1225), deren Tochter; ⚭ 1221
  - Guido IV. von Châtillon, Graf von Saint-Pol († 1226)
  - Guigues IV. d’Albon, Graf von Forez († 1241); ab 1226 Mathildes zweiter Ehemann
  - Gaucher de Châtillon († 1250), deren Sohn
  - Yolande de Châtillon († 1254), dessen Schwester; ⚭ Archambault IX. de Bourbon († 1249)
- 1257–1262: Mathilde II. de Bourbon († 1262), deren Tochter; ⚭ 1242
  - Odo von Burgund (* 1231; † 1266), Erbe des Herzogtums Burgund, 1257–1262 Graf von Nevers, Auxerre und Tonnerre (uxor nomine)
- 1262–1273: Jolanthe von Burgund (* 1247; † 1280), deren Tochter, gibt 1273 Auxerre und Tonnerre ab; ⚭ I Johann von Frankreich (* 1250; † 1270), 1265 Graf von Nevers und 1268 Graf von Valois, ⚭ II Robert von Dampierre (* 1249; † 1322)
- 1273–1308: Margarete (* 1250; † 1308), 1273 Gräfin von Tonnerre, deren Schwester; ⚭ 1268 Karl von Anjou (* 1227; † 1285) König von Sizilien, dann König von Neapel, Titularkönig von Jerusalem, Graf von Anjou, Maine, Provence und Forcalquier.

Margerete vererbt Tonnerre ihrem Großneffen Johann II. von Chalon

### Haus Chalon
- 1308–1321: Johann II. von Chalon, Graf von Tonnerre und (ab 1304) Auxerre, Großneffe Margaretes
- 1321–1333: Johanna, Schwester Johanns II., verheiratet mit
- 1321–1334: Robert von Burgund, Graf von Tonnerre († 1334), Sohn des Robert II. Herzog von Burgund
- 1334–1346: Johann II. (2. Mal)
- 1346–1364. Johann III. von Chalon, dessen Sohn, Graf von Tonnerre und Auxerre
- 1364–1379: Johann IV. von Chalon, dessen Sohn, Graf von Tonnerre und Auxerre, verkauft Auxerre 1370 an Frankreich
- 1379–1398: Ludwig I. von Chalon, dessen Sohn, Graf von Tonnerre
- 1398–1423: Ludwig II. von Chalon, dessen Sohn, Graf von Tonnerre,

Die Grafschaft ist 1414–1435 von Burgund beschlagnahmt.
- 1423–1424: Hugo von Chalon, dessen Bruder, Graf von Tonnerre
- 1424–1440: Johanna von Chalon dessen Schwester, Gräfin von Tonnerre
- 1440–1463: Marguerite de Chalon († 1463), deren Schwester; ⚭ 1409 Olivier de Husson

## Haus Husson
- 1463–1476: Jean IV de Husson (* 1405; † 1476), deren Sohn; ⚭ Jeanne Sanglier
- 1476–1492: Charles de Husson († 1492), dessen Sohn; ⚭ Antoinette de la Trémoille
- 1492–1508: Louis III. de Husson († 1508), dessen Sohn; ⚭ Françoise de Rohan
- 1508–1524: Claude de Husson († 1524), dessen Sohn
- 1524–1537: Louis IV. de Husson († 1537), dessen Bruder
- 1537–1540: Anne de Husson (* 1475; † 1540), Tochter von Charles de Husson; ⚭ Bernardin de Clermont, Vicomte de Tallard

## Haus Clermont-Tonnerre
- 1540–1592: Louise de Clermont (* 1496; † 1592), deren Tochter; ⚭ I François du Bellay († 1580), ⚭ II Antoine de Crussol, Herzog von Uzès (Haus Crussol)
- 1592–1640: Charles-Henri de Clermont-Tonnerre (* 1572; † 1640), deren Neffe, Sohn von Henri Antoine de Clermont und Diane de La Marck. Henri Antoine de Clermont war der Sohn von Antoine de Clermont (Sohn von Bernardin de Clermont und Anne de Husson) und Françoise de Poitiers (Schwester von Diane de Poitiers); ⚭ Catherine Marie d'Escoubleau
- 1640–1679: François de Clermont-Tonnerre (* 1601; † 1679), dessen Sohn; ⚭ Marie Viguier de Saint-Liébaut
- 1679–1682: Jacques de Clermont-Tonnerre († 1682), dessen Sohn; ⚭ Françoise Fohetal de Pressin
- 1683–1684: François Joseph de Clermont-Tonnerre, dessen Sohn; ⚭ Marie Hannivel

Er muss Tonnerre 1684 aus finanziellen Gründen verkaufen. Der Käufer ist François Michel Le Tellier.

## Haus Le Tellier
- 1684–1691: François Michel Le Tellier (* 1641; † 1691), marquis de Louvois; ⚭ Anne de Souvré, Marquise de Courtanvaux
- 1691–1721: Michel-François Le Tellier (* 1663; † 1721), comte  de Courtanvaux et de Tonnerre, dessen Sohn; ⚭ Marie d'Estrée (* 1663; † 1741)
- 1721–1781: François Le Tellier (* 1718; † 1781), comte  de Courtanvaux et de Tonnerre, dessen Enkel, Sohn von François Le Tellier (* 1693; † 1719) und Anne Louise de Noailles (* 1695; † 1773); ⚭ Louise Antonine de Gontaut-Biron (* 1718; † 1737)

Da François Le Tellier keine Kinder hatte, ging Tonnerre an einen Nachkomme von François-Michel Le Tellier und d'Anne de Souvré, Eltern von:
- Louis Nicolas Le Tellier, marquis de Souvré (* 1667; † 1725), ⚭ Catherine de Feuquières, Eltern von
- François Louis Le Tellier, marquis de Souvré et de Louvois (* 1704; † 1761), ⚭ Félicité de Dailly, Eltern von:
- Louis Le Tellier, marquis de Souvré et de Louvois (* 1740; † 1785)

- 1781–1785: Louis Le Tellier (* 1740; † 1785), marquis de Souvré et de Louvois, comte de Tonnerre; ⚭ Marie Jeanne de Bombelles (* 1751; † 1822)
- 1785–1789: Auguste Le Tellier (* 1783; † 1844), marquis de Souvré et de Louvois, comte de Tonnerre; ⚭ Athénaïs Grimaldi (* 1786; † 1860), Tochter von Joseph Grimaldi und Enkelin von Honoré III. Grimaldi, Fürst von Monaco